# Bithynia candiota
Bithynia candiota is een slakkensoort uit de familie van de Bithyniidae. De wetenschappelijke naam van de soort is voor het eerst geldig gepubliceerd in 1885 door Westerlund.